# Dot. ドット
『dot. ドット』（英: The Quiet）は、2005年に製作されたアメリカ合衆国のサスペンス映画。ジェイミー・バビット監督。主演は、エリシャ・カスバート、カミーラ・ベル。  
日本では劇場未公開。

## ストーリー
父親を交通事故で失った少女ドットは、そのショックから耳が聞こえなくなってしまう。孤児になったドットは、両親と住む、いとこのニーナの家に引き取られる。耳が聞こえないドットの周りで、事件が起こり始める。ドットは、いとこのニーナが、実の父親ポールに性的虐待を受けているのを知ってしまい、ある晩、ニーナに暴行を加えようとするポールを、背後からピアノ線で絞め殺す。

## キャスト
| 役名       | 俳優                             | 日本語吹替 |
| ---------- | -------------------------------- | ---------- |
| ニーナ     | エリシャ・カスバート             | 園崎未恵   |
| ドット     | カミーラ・ベル                   | 中村千絵   |
| オリビア   | イーディ・ファルコ               | 土井美加   |
| ポール     | マーティン・ドノヴァン           | 井上和彦   |
| コナー     | ショーン・アシュモア             | 日野聡     |
| ブライアン | デヴィッド・ギャラガー           |            |
| フィオナ   | シャノン・マリー・ウッドウォード |            |
| ジム       | ケン・トーマス                   |            |